# بوگوشوو-گورتسه
بوگوشوو-گورتسه (به لهستانی:  Boguszów-Gorce) یک منطقهٔ مسکونی در لهستان است که در شهرستان واوبژخ واقع شده‌است. بوگوشوو-گورتسه ۲۷٫۰۲ کیلومتر مربع مساحت و ۱۶٬۶۸۷ نفر جمعیت دارد.